# 库尔特·格鲁贝尔
库尔特·格鲁贝尔（德語：Kurt Gruber，1904年10月21日—1943年12月24日）是一位纳粹主义政治人物，在1926-1931年间担任希特拉青年團首任主席。後來格鲁贝尔進入纳粹党全国党务领导层以及冲锋队高级领导层。1939年，他出任萨克森大区市政政治大区办公室领袖。1943年12月24日，格鲁贝尔因中風去世。